# Emma Goldman
Emma Goldman (Kaunas, Imperio ruso, 27 de junio de 1869-Toronto, Canadá, 14 de mayo de 1940) fue una anarquista y escritora lituana de origen judío, apodada «la mujer más peligrosa de América».
Nació en la Rusia zarista, de donde emigró a los 16 años junto con su hermana Helena, hacia Estados Unidos, llegando al puerto de Nueva York en 1885. Durante su residencia en ese país trabajó en una fábrica textil donde conoció a su futuro cónyuge. En esa misma época se fue interesando por el anarquismo debido al motín de Haymarket y se unió al colectivo anarquista donde conoció a Alexander Berkman, un íntimo amigo que la acompañaría durante gran parte de su vida. Berkman la inspiró para desarrollar su papel de propagandista, oradora, y escritora, redactando libros, revistas, así como periódicos, teniendo una activa participación en protestas, huelgas, mítines, entre otros eventos, incluyendo su participación en un intento de asesinar al empresario Henry Clay Frick en 1893; la razón fue la contratación por este del servicio de la Agencia Nacional de Detectives Pinkerton, agencia que mató a huelguistas que participaban en la lucha por obtener una jornada laboral de 8 horas en sus fábricas.
Debido a sus ideas revolucionarias, que iban desde la libertad sexual, difusión y distribución del uso de preservativos, divulgación del pensamiento tanto feminista como anarquista, tuvo problemas con el gobierno estadounidense, lo cual la llevó a estar encarcelada en distintas ocasiones. Fue acusada de agitadora en 1893, volvió a ser presa ese mismo año por difundir la contracepción, en 1917 por oponerse a la conscripción militar e ir contra la moral y las buenas costumbres. Con estas razones de por medio, junto con todo su trabajo como activista, fue exiliada a la Unión de Repúblicas Socialistas Soviéticas (URSS) en 1919, antes ella intentó pelear su caso ante la Corte Suprema pero no logró revocar el mandato de exilio; una vez zarpó su barco se le nombró enemiga pública número uno. Residió dos años en la URSS, después de los cuales escapó y vivió durante unos años en Francia, Reino Unido, y finalmente Canadá, donde escribió su autobiografía y diversas obras. Mientras vivía en este último país viajó para apoyar a los anarcosindicalistas españoles durante la guerra civil española.
Algunos historiadores del anarquismo consideran que su papel propagandístico fue clave para dar a conocer el anarcocomunismo en Norteamérica y parte de Europa, especialmente en las primeras dos décadas del siglo XX a través de sus artículos, sus manifiestos y sus mítines. También ha sido considerada una figura del movimiento por la emancipación de la mujer, aunque sostuvo diversas críticas al movimiento nunca negó su lucha por la igualdad y equidad del hombre y la mujer. Luego de décadas de olvido, Goldman ganó un estatus icónico en la década de los 70 del siglo XX cuando investigadores del anarquismo y del feminismo reavivaron el interés sobre su vida.

## Familia
Los padres de Emma fueron Abraham Goldman y Taube Bienowitch, ambos judíos ortodoxos. Taube había tenido otro matrimonio, frutos del cual fueron dos hijas: Helena, nacida en 1860, y Lena, nacida en 1862. Posteriormente, en su segundo matrimonio, que fue arreglado, Taube tuvo 4 hijos más: el primero Emma Goldman, cuya fecha de nacimiento es 27 de junio de 1869. Emma nació en Kaunas (llamada Kovno en esa época), parte de la actual Lituania que en esos tiempos pertenecía al Imperio Ruso. Los otros tres hermanos fueron Louis, Herman, nacido en 1872, y Moishe quien nació en 1879.
Una vez casados Abraham y Taube, Abraham invirtió la herencia familiar en un pequeño hotel que fracasó rápidamente. Durante esos tiempos de penumbras, además, se produjeron masacres de judíos promovidas o aceptadas por el poder: pogromos, que fueron especialmente violentos tras el asesinato del zar Alejandro II. En este contexto, cuando Emma Goldman contaba 13 años su familia se mudó a San Petersburgo, donde vivió la mayor parte de la persecución judía.

## Emigración a los Estados Unidos
Emigró a los Estados Unidos con una de sus medio hermanas mayores tras el enfrentamiento con su padre, que pretendía casarla a los 15 años. El ahorcamiento de cuatro anarquistas a consecuencia de la revuelta de Haymarket la animó en su juventud a unirse al movimiento anarquista y a convertirse, a sus 20 años, en una activa revolucionaria. En esa época se casó con un emigrante ruso. El matrimonio apenas duró 10 meses, Emma se separó y se fue a Nueva York. Continuó legalmente casada para conservar su ciudadanía estadounidense.
En Nueva York, conoció a Alexander Berkman, quien llegó a ser un pilar fundamental del movimiento anarquista estadounidense. Su apoyo a Berkman en la tentativa de asesinato de Henry Clay Frick la hizo todavía más impopular frente a las autoridades del país. Berkman fue encarcelado durante varios años.

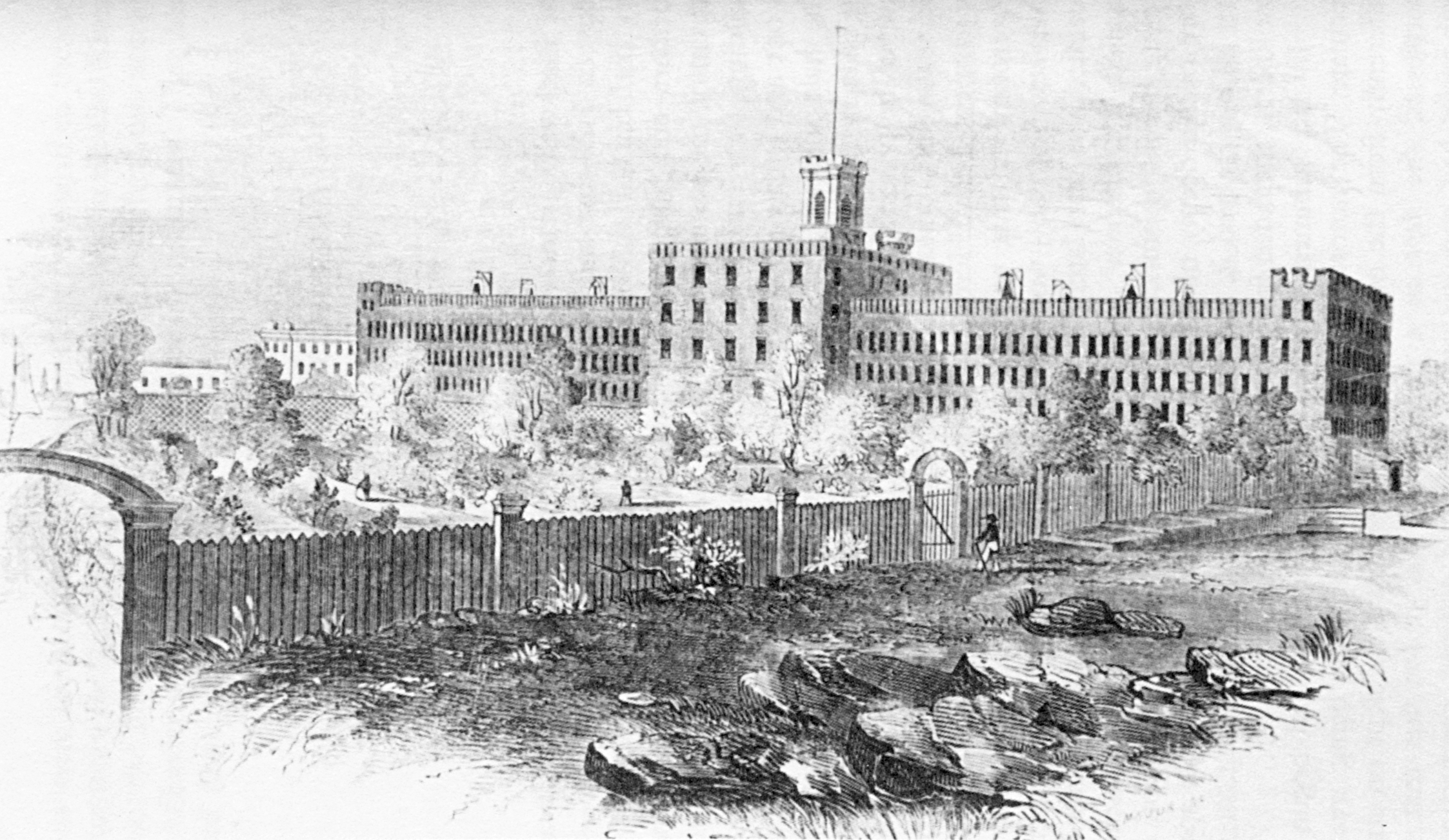
Prisión de Blackwell's Island en 1853, donde Emma Goldman estuvo de 1893 a 1894.

Goldman fue encarcelada en 1893 en la penitenciaria de la isla de Blackwell. Públicamente instigó a los obreros en paro a Demandez du travail, s’ils ne vous donnent pas de travail, demandez du pain, s’ils ne vous donnent pas du pain ni du travail, prenez le pain ("Pedid trabajo; si no os lo dan, pedid pan, y si no os dan ni pan ni trabajo, coged el pan.") Esta cita es un resumen del principio de expropiación, preconizado por los comunistas libertarios, como Piotr Kropotkin. Voltairine de Cleyre salió en defensa de Emma Goldman en una conferencia dada tras su encarcelamiento (In defense of Emma Goldman). Mientras permaneció en prisión, Goldman desarrolló un profundo interés por la educación de los niños, empeño en el que se involucró años más tarde.
Junto con nueve personas más fue de nuevo arrestada el 10 de septiembre de 1901 por su supuesta participación en el complot de asesinato contra el presidente William McKinley. Uno de ellos, León Czolgosz, le había disparado pocos días antes. Emma lo había conocido semanas antes y se había visto con él una sola vez, y al ser arrestada dijo: ¿Tengo yo la culpa de que un loco haga una mala interpretación de mis palabras?
El 11 de febrero de 1916, Goldman fue detenida y encarcelada junto con Ben Reitman (con quien vivió un apasionado romance de 1908 a 1917) por la distribución de un manifiesto en favor de la anticoncepción. Durante varios años, cada vez que daba una conferencia esperaba ser arrestada; por eso, iba siempre pertrechada con un buen libro.
En 1917, y por cuarta vez, fue encarcelada de nuevo junto con Alexander Berkman, por conspirar contra la ley que obligaba al servicio militar. Hizo públicas sus profundas convicciones pacifistas durante la Primera Guerra Mundial, y criticó el conflicto por considerarlo un acto imperialista. Dos años después, fue deportada a Rusia. Durante la audiencia en la que se trataba su expulsión, J. Edgar Hoover calificó a Emma como una de las mujeres más peligrosas de América.
Residió en la Unión Soviética con Berkman entre 1920 y 1922, y participó en la sublevación anarquista de Kronstadt. En un primer momento, apoyó a los bolcheviques, pero la represión política, la burocracia y los trabajos forzados que siguieron a la Revolución de Octubre contribuyeron, en gran medida, a cambiar las ideas de Goldman y muchos otros anarquistas sobre estos y sobre la manera de utilizar la violencia, excepción hecha de la autodefensa.

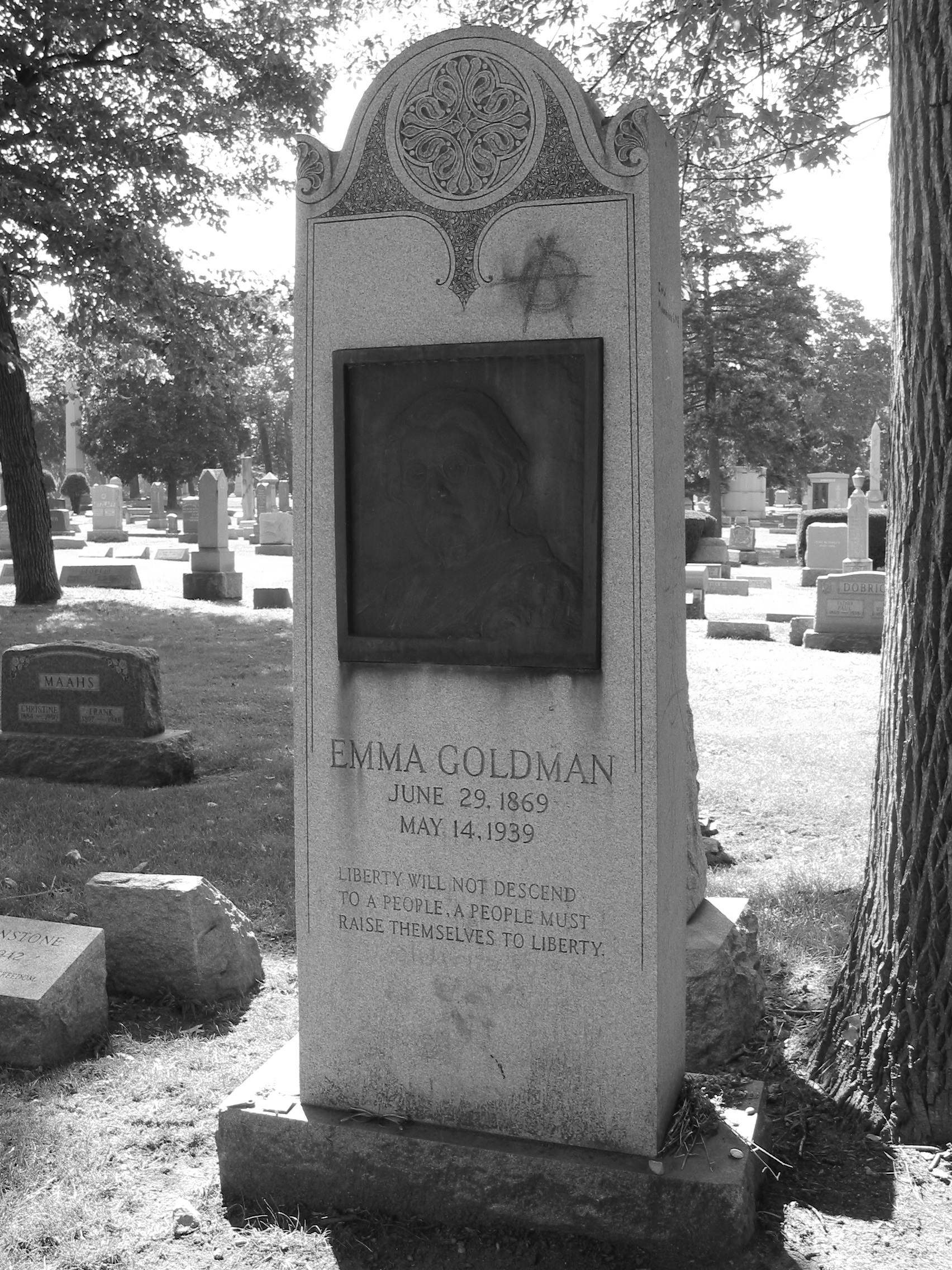
Lápida de Emma Goldman, que murió el 14 de mayo de 1940, no de 1939, como dice la inscripción, que dice: "La libertad no descenderá al pueblo, el pueblo debe ascender por sí mismo a la libertad."

De esta época datan sus escritos: My Disillusionment in Russia (Mi desilusión con Rusia) y My Further Disillusionment in Russia (Mi posterior desilusión con Rusia). Disconforme con el sistema de la URSS, se instaló definitivamente en Canadá. En 1936, Goldman colaboró con el gobierno de la República Española en Londres y Madrid, durante la guerra civil española. Cabe destacar el vehemente artículo que escribió sobre el conocido anarquista español Buenaventura Durruti, titulado Durruti is Dead, Yet Living (Durruti ha muerto, pero vive). Emma Goldman murió en Toronto en 1940, y está enterrada en Chicago.

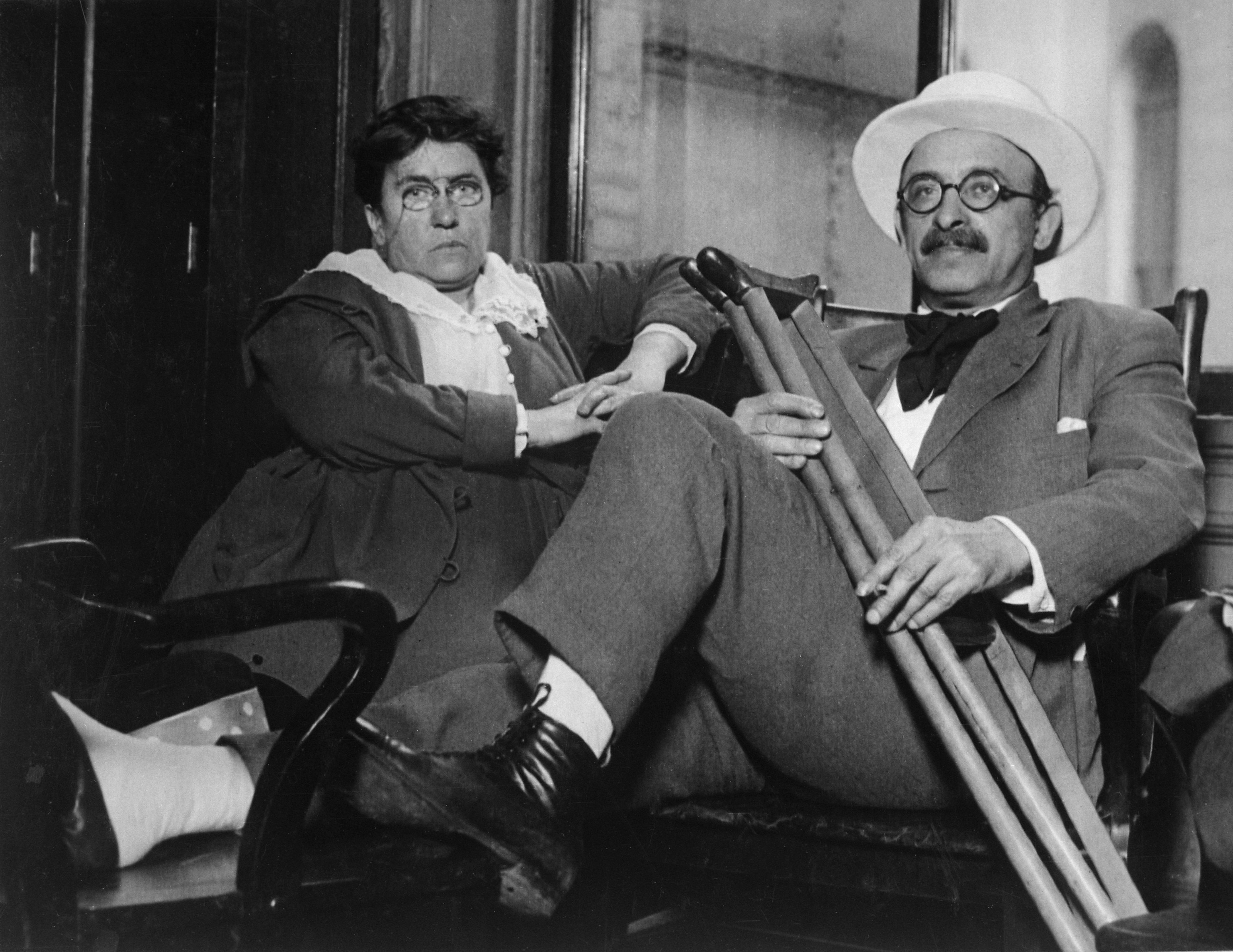
Fotografía de Emma Goldman y Alexander Berkman, tomada en 1917.

## Pensamiento político
En la ideología política del anarquismo existieron múltiples corrientes teóricas, unas muy diferentes y opuestas entre sí. Emma Goldman no se manifestó explícitamente o al menos no continuamente por una corriente en particular, aunque debido a que su activismo estuvo estrechamente asociado a la tradición socialista y obrerista se la ubica mayoritariamente en alguna parte del espectro del anarquismo socialista asociado al colectivismo filosófico y económico, corriente que tradicionalmente se enfrentó al anarquismo individualista asociado al individualismo filosófico y económico. Sin embargo, el consenso de los biógrafos de Goldman es que en ella había una tensión conceptual permanente entre valores colectivistas e individualistas, ambigüedad que podría constatarse en algunos de sus escritos, y la predominancia hacia unos valores en vez de otros es materia de discusión entre esos mismos biógrafos.

### Feminismo y sexualidad
También existe un debate biográfico sobre si identificar el pensamiento de Emma Goldman dentro del antifeminismo bajo el argumento de que fue hostil al sufragismo y al feminismo de la primera ola (que en su época se conocía como «feminismo» a secas o como «liberación femenina») y calificaba a sus militantes de forma despectiva como «puritanas». Goldman sostenía que existen unas tendencias de conducta diferenciadas y complementarias entre hombres y mujeres, su idea de la «liberación de la mujer» estaba ligada a la armonización de las relaciones entre los sexos aceptando esas diferencias y tendencias naturales, nunca habla del sexo masculino como opresor identificando la opresión más bien en el poder político del Estado y en el modo de producción capitalista. Abogó por una heterosexualidad saludable (que para ella incluía la idea de unión libre -concepto que en la época era a menudo mezclado con el de amor libre- y el uso de anticonceptivos) influenciada por las ideas sexológicas de Sigmund Freud y Havelock Ellis. No obstante, se sabe que Goldman es considerada una de las fundadoras del anarcofeminismo, que desafía al patriarcado como una jerarquía a la que hay que resistir junto con el poder estatal y las divisiones de clase. En 1897, escribió: «Exijo la independencia de la mujer, su derecho a mantenerse a sí misma; a vivir para sí misma; a amar a quien quiera, o a tantos como quiera. Exijo libertad para ambos sexos, libertad de acción, libertad en el amor y libertad en la maternidad».
Goldman también fue una abierta crítica de los prejuicios contra las personas homosexuales. Su convicción de que la liberación social debía extenderse a los gais y lesbianas era prácticamente desconocida en su tiempo, incluso entre los anarquistas. Como escribió el sexólogo alemán Magnus Hirschfeld, «fue la primera y única mujer, de hecho la primera y única estadounidense, que asumió la defensa del amor homosexual ante el público en general». En numerosos discursos y cartas, defendió el derecho de gais y lesbianas de amar como quisieran y condenó el miedo y el estigma asociados con la homosexualidad. Como escribió Goldman en una carta a Hirschfeld, «Es una tragedia, me parece, que las personas de un tipo sexual diferente estén atrapadas en un mundo que muestra tan poco entendimiento hacia los homosexuales y que es tan crasamente indiferente a las diversas gradaciones y variaciones del género y su gran significación en la vida».
Goldman, aunque consciente de la condición femenina de la época, también sostenía que la naturaleza humana brinda algunos privilegios a las mujeres frente a los hombres cuando se trata de supervivencia, poniendo como ejemplo la orden «las mujeres y los niños primero» en los accidentes marítimos tales como el RMS Titanic. Sin embargo, la imagen de Goldman es tomada por la corriente de la tercera ola del feminismo, que surge en la década de 1990, con algunos antecedentes en la década de 1970, llamada anarcofeminismo cuyas adherentes la reivindican como una «feminista radical».

## Muerte
Emma Goldman falleció el 14 de mayo de 1940 en Toronto, Canadá, al no sobrevivir a un segundo ataque cerebrovascular.

## Obra
Algunas de sus obras son
- "Mi Desilusión en Rusia" (1931),
- "The Social Significance of the Modern Drama", que traducido es El significado social del drama moderno,
- Anarquismo que significa realmente,
- Su autobiografía Viviendo mi vida (1931), que en el año 2020 se consigue en dos volúmenes.
- Anarquismo y otros ensayos publicada en 1910 y actualmente se llama Feminismo y Anarquismo,
- La Palabra como arma, estas dos últimas obras de la autora son compilados que contienen obras extensamente buscadas, así como poco encontradas, porque residen en estos libros, en estas se encuentran obras como: Matrimonio y Amor,  Prisons: a social crime and failure, La tragedia de la emancipación de la mujer, Celos: causas y una posible cura, entre otros muchos escritos

Algunos de sus libros aun no han sido traducidos pero entre ellos se puede encontrar  Anarchy and the sex question: essays on women and emancipation, The individual, society, and the state, The traffic in women and other essays on feminism, y The essential emma goldman. Sin embargo, quedan sueltas muchas obras más como manifiestos, su revista Mother Earth (Madre Tierra), esta era de índole anarquista y fue escrita entre 1906 y 1917, hubo muchas otras publicaciones en las que participó la autora. Fue la primera persona en introducir y difundir las obras de Henrik Ibsen en Estados Unidos.

## En el cine
Fue encarnada por la actriz Maureen Stapleton en la película Reds, de 1981, dirigida por Warren Beatty, que obtuvo un premio Oscar como mejor actriz de reparto.

## En el teatro
Howard Zinn, historiador, ensayista y dramaturgo estadounidense, escribió la obra Emma, estrenada en inglés en 1976 y en español en el 2009.
El escritor y dramaturgo mexicano Carlos Pascual Quiroz escribió el monólogo Emma: la mujer más peligrosa, estrenada en 2016, y que suscitó un gran interés entre la audiencia tanto por el personaje como por el montaje.